# أورلاندو نيتو
أورلاندو نيتو (بالبرتغالية: Rui Orlando Ribeiro Santos Neto‏) هو لاعب كرة قدم برتغالي، ولد في 24 أكتوبر 1979 في باكوس دي فيريرا في البرتغال. لعب مع موريرينسي ونادي أكاديميكا كويمبرا ونادي ليتشويس.

## وصلات خارجية
- أورلاندو نيتو على موقع قاعدة بيانات كرة القدم.إي يو (الإنجليزية)
- أورلاندو نيتو على موقع Soccerway.com (الإنجليزية)
- أورلاندو نيتو على موقع عالم كرة القدم.نت (الإنجليزية)